# Ljuša
Ljuša es un pueblo de la municipalidad de Donji Vakuf, en el cantón de Bosnia Central, Bosnia y Herzegovina.

## Superficie
Posee una superficie de 12,43 kilómetros cuadrados.

## Demografía
Hasta 1991 la población era de 172 habitantes.